# Tomosvaryella sylvatica
Tomosvaryella sylvatica – gatunek muchówki z podrzędu krótkoczułkich i rodziny Pipunculidae.
Gatunek ten opisany został w 1824 roku przez Johanna Wilhelma Meigena jako Pipunculus sylvatica.
Muchówka o ciele długości od 2 do 3 mm. U samców brzegi oczu złożonych stykają się na czole na długim odcinku. Góran część czoła samic jest nieopylona, połyskująca. Czułki są czarne z brunatnoczarnym i biało opylonym trzecim członem. Tułów ma barwę czarnobrunatną z głównie szarym opyleniem, ale śródplecze opylone jest krwistobrunatno. Skrzydła są lekko przydymione. Ubarwienie łusek tułowiowych jest brudnobiałe, zaś przezmianek żółte. Odnóża dwubarwne, czarno-brązowe. U samic przednia i środkowa para ud zaopatrzona jest u nasady w wyraźne szczecinki. Czarny odwłok jest ma owłosienie czarne. Samce cechuje ósmy segment odwłoka ze szczelinowatym znamieniem oraz cienkie i sierpowate surstyli. Samica odznacza się prostym i cienkim sztylecikiem pokładełka.
Owad w Europie znany z Wielkiej Brytanii, Norwegii, Szwecji, Finlandii, Francji, Belgii, Holandii, Niemiec, Szwajcarii, Austrii, Włoch, Danii, Polski, Łotwy, Litwy, Czech, Słowacji, Węgier, Chorwacji, Serbii, Czarnogóry, Bułgarii i Rumunii. Ponadto występuje we wschodniej Palearktyce, Afryce Północnej i Ameryce Północnej. Owady dorosłe są aktywne od maja do września.